# Église Sainte-Croix de Bastia
L'église Sainte-Croix, en corse Santa Croce appelée également à Bastia Santa Crò, est une église catholique située à Bastia, en France. C'est le monument le plus visité de la ville. Son originalité réside dans la richesse et la beauté de ses fastueux décors, composés de stucs dorés représentatifs du style barocchetto génois, appelé aussi rococo. Elle est connue pour abriter le Crucifix des miracles, ou Christ Noir (u Cristu Negru), qui est célébré chaque année le 3 mai à Bastia.

## Localisation
L'église est située dans le département français de la Haute-Corse, sur la commune de Bastia, dans le quartier historique de la Citadelle.

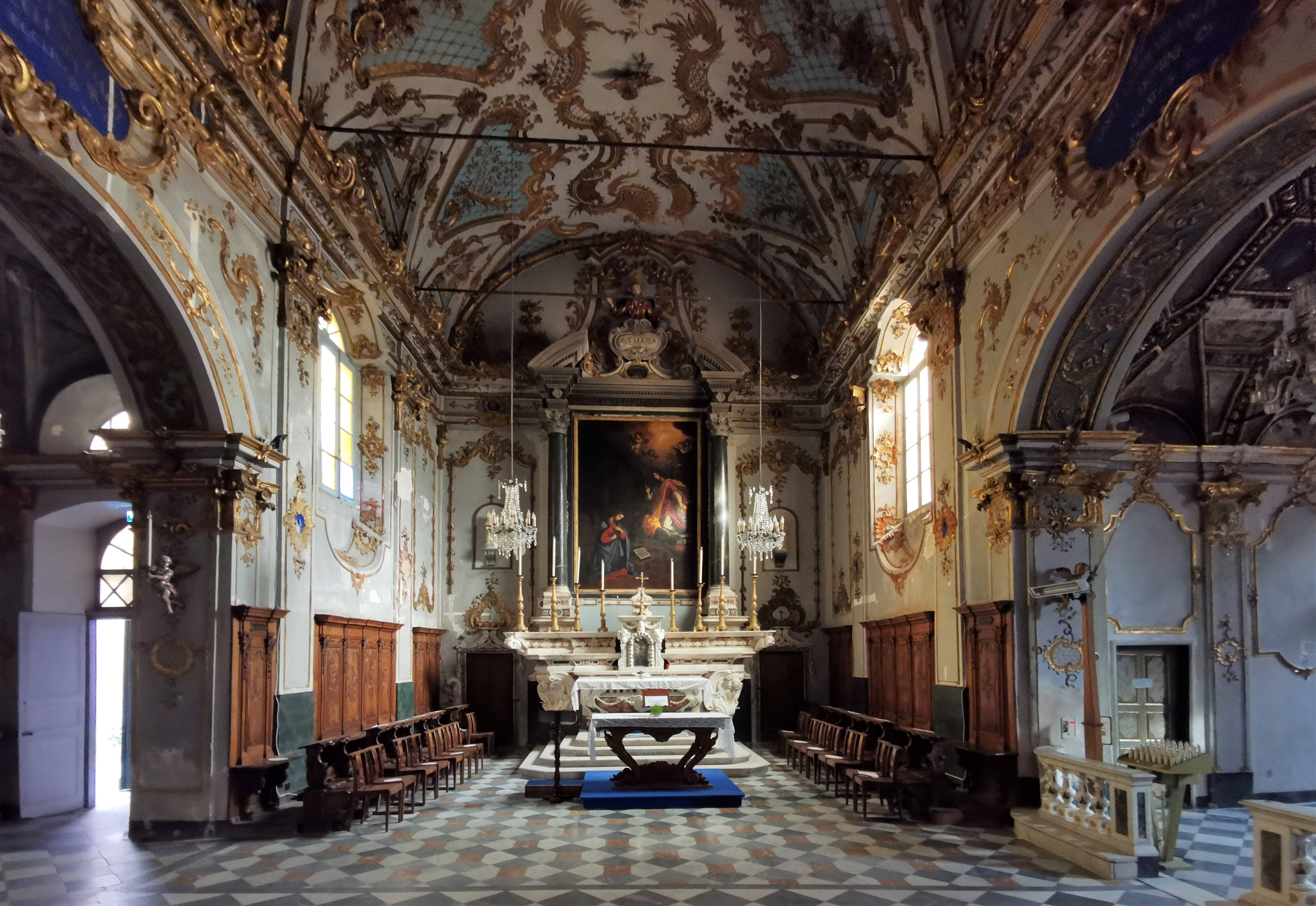
L'intérieur de l'oratoire.

## Historique
À l'époque génoise, la ville de Bastia est partagée en deux paroisses : la ville haute, Terra Nova, dépend de l'église Sainte-Marie-de-l'Assomption. La ville basse, Terra Vechja, dépend de l'église Saint-Jean-Baptiste. La confrérie de Sainte-Croix est la plus importante de la ville haute.
La confrérie de Sainte-Croix, Santa Croce en corse, est la plus ancienne de Bastia. C'est elle qui avait en charge la gestion de l'hôpital situé à côté de l'oratoire, connu sous le nom de l'hôpital génois. Il avait pour vocation de s'occuper des pauvres, des infirmes et des enfants trouvés. Longtemps désaffecté, ce grand bâtiment a été transformé en résidence. 
L'origine de la confrérie Sainte-Croix est connue depuis le début du XVe siècle. Avec une autorisation papale, elle fait bâtir en 1542 une chapelle sur un terrain appartenant à la basilique Saint-Jean-de-Latran, à Rome.
L'édifice actuel a été construit en 1600, à la place de la chapelle ancienne, plus petite, qui a été détruite.
L'oratoire Sainte-Croix est classé au titre des monuments historiques en 1931.

## Description

### Le parvis
Jadis il faut s'imaginer qu'un gros rocher occupait le parvis de la façade principale. En 1818 le rocher est complètement rasé et on réalise une mosaïque avec des galets rapportés de la plage de Miomu, au début du Cap Corse. C'est une tradition génoise que l'on retrouve à Bastia dans le parvis de l'oratoire de l'Immaculée-Conception.

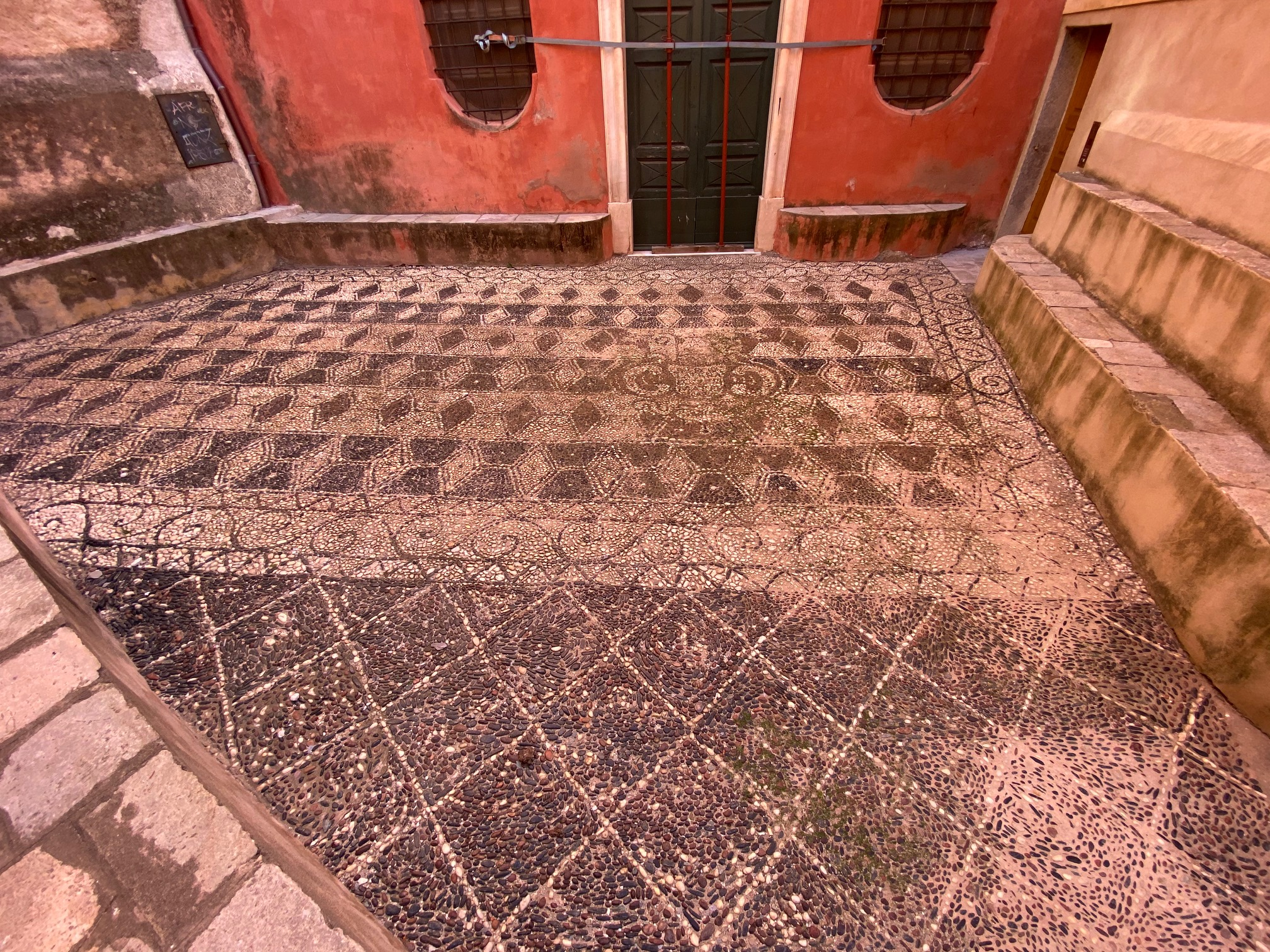
Le parvis de l'entrée sud.

### La façade principale
La façade principale se trouve côté sud. Elle est sobre et dépouillée. On trouve trois inscriptions au-dessus de la porte. La plus haute est un hommage et une marque de rattachement de la confrérie à l'église Saint-Jean-du-Latran. 

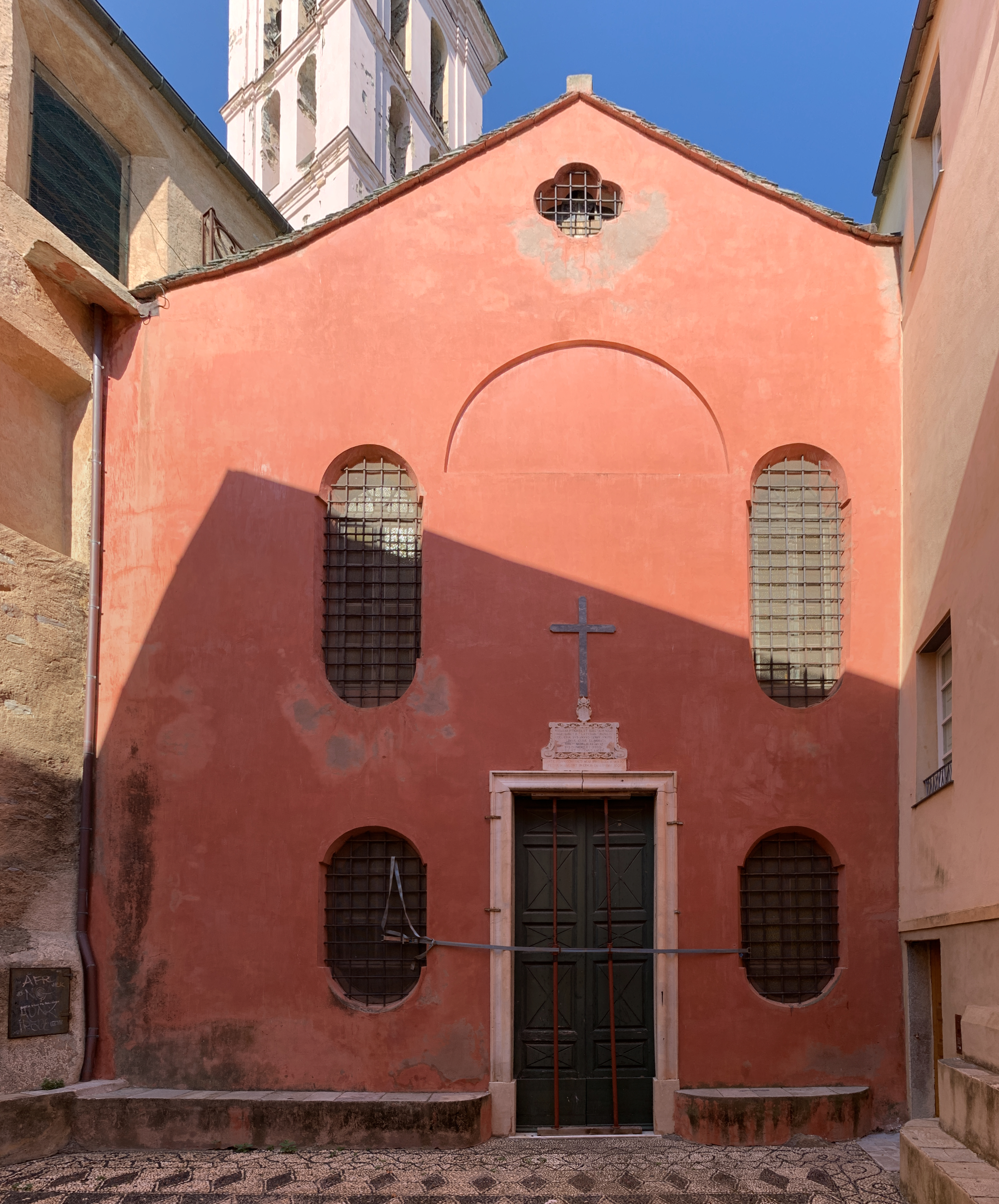
La façade principale, côté sud.

On peut voir dans un cartouche couronné de la tiare pontificale et des clefs de Saint-Pierre. On peut lire :
SACRO SANCTIAE LATERAN. ECCLESIAE OMNIUM URBIS ET ORBIS MATRIS ET CAPITIS
soit :
Sacro Sainte Eglise du Latran de toutes celles de la ville (de Rome) et du monde, la mère et la tête

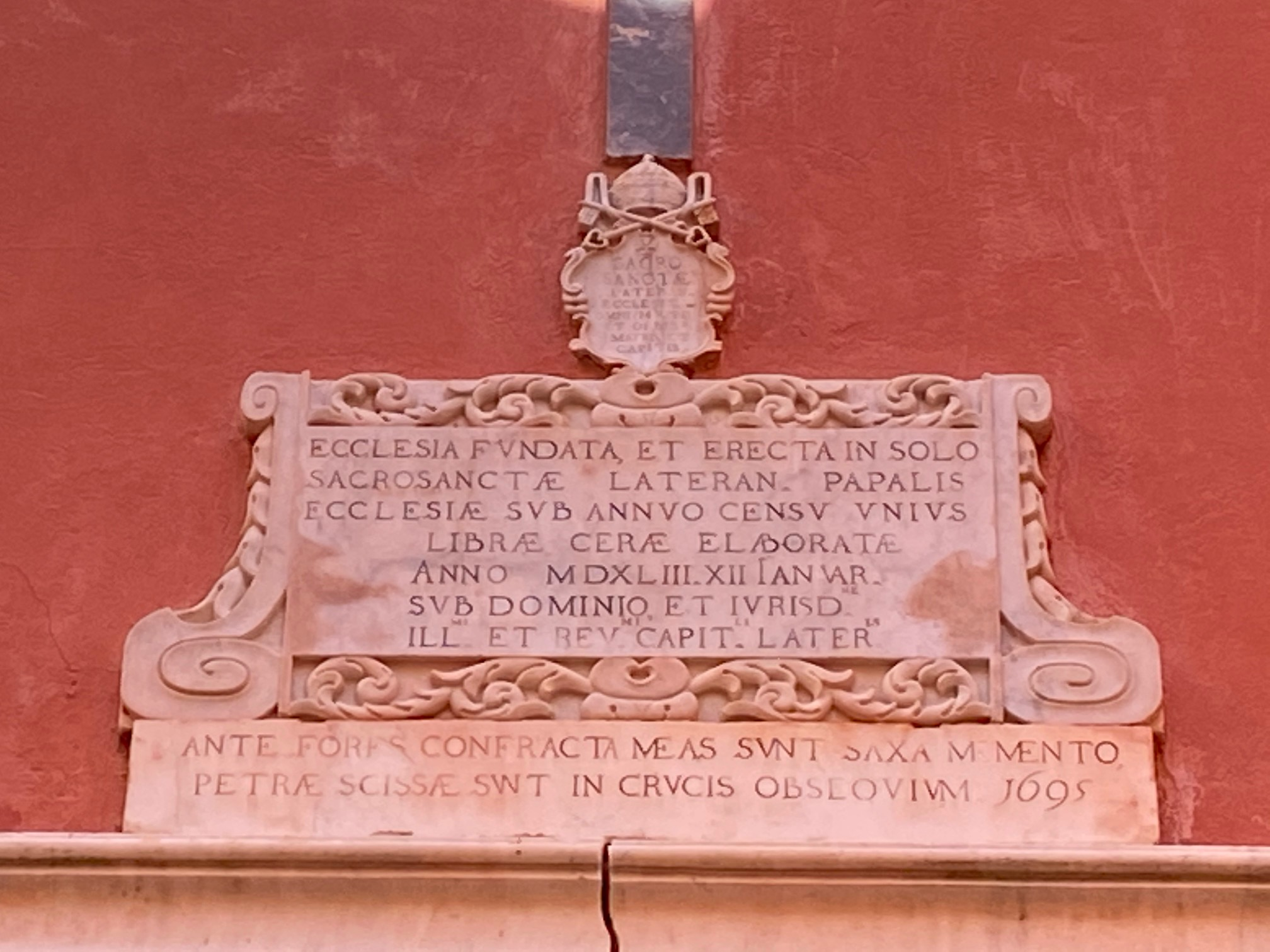
Inscription sur la façade de l'entrée sud.

### Les décors intérieurs
Le décor original a disparu, à la suite des bombardements de la flotte anglaise le 17 novembre 1745.
L'oratoire est célèbre pour le décor de stucs dorés, qui recouvre la voûte et les murs. Cet exceptionnel décor de style "barocchetto" est unique en Corse. Il a été réalisé en deux campagnes : 1758-1759 et 1772-1775 par divers stucateurs d'origine corse et ligure.

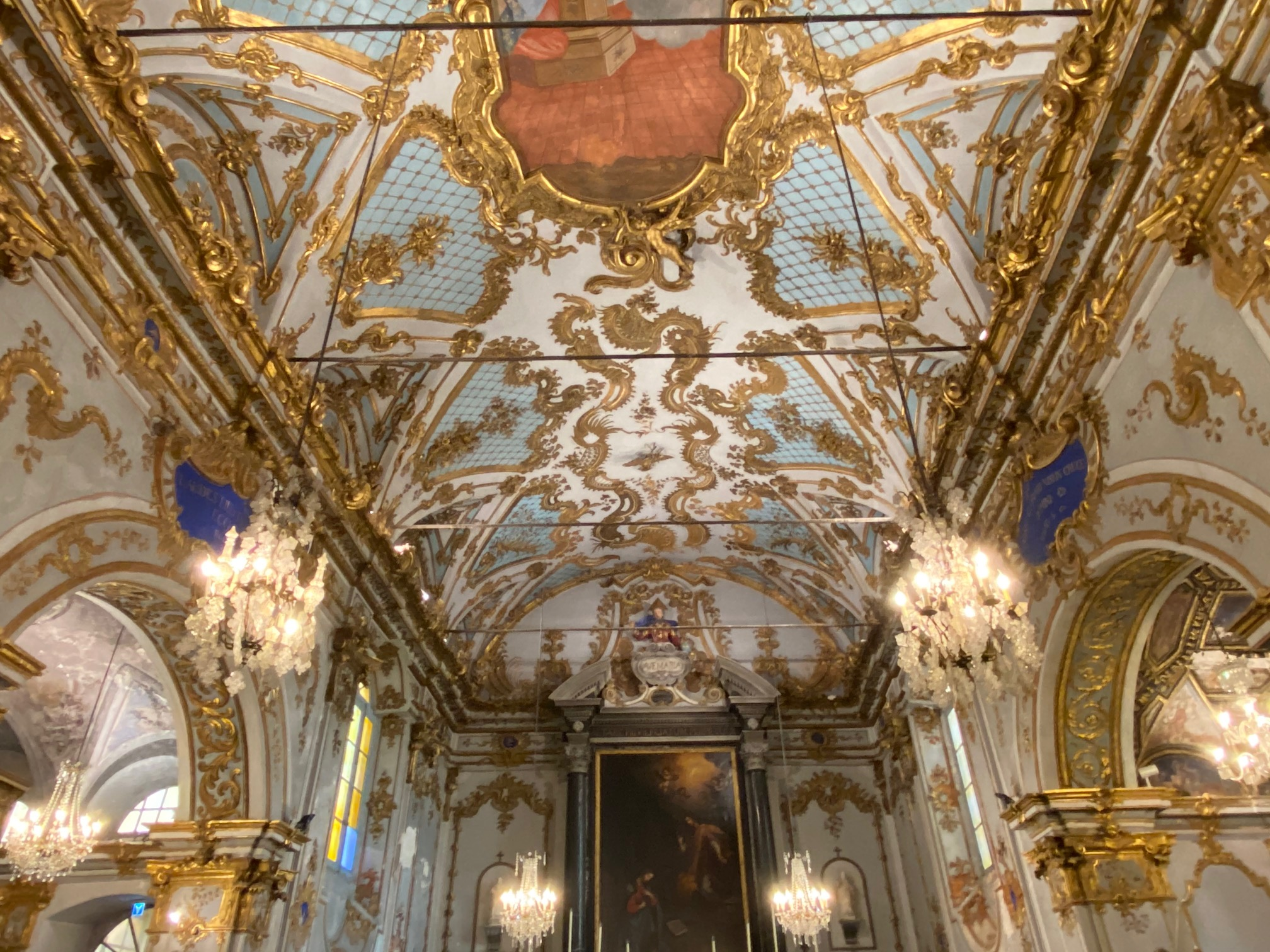
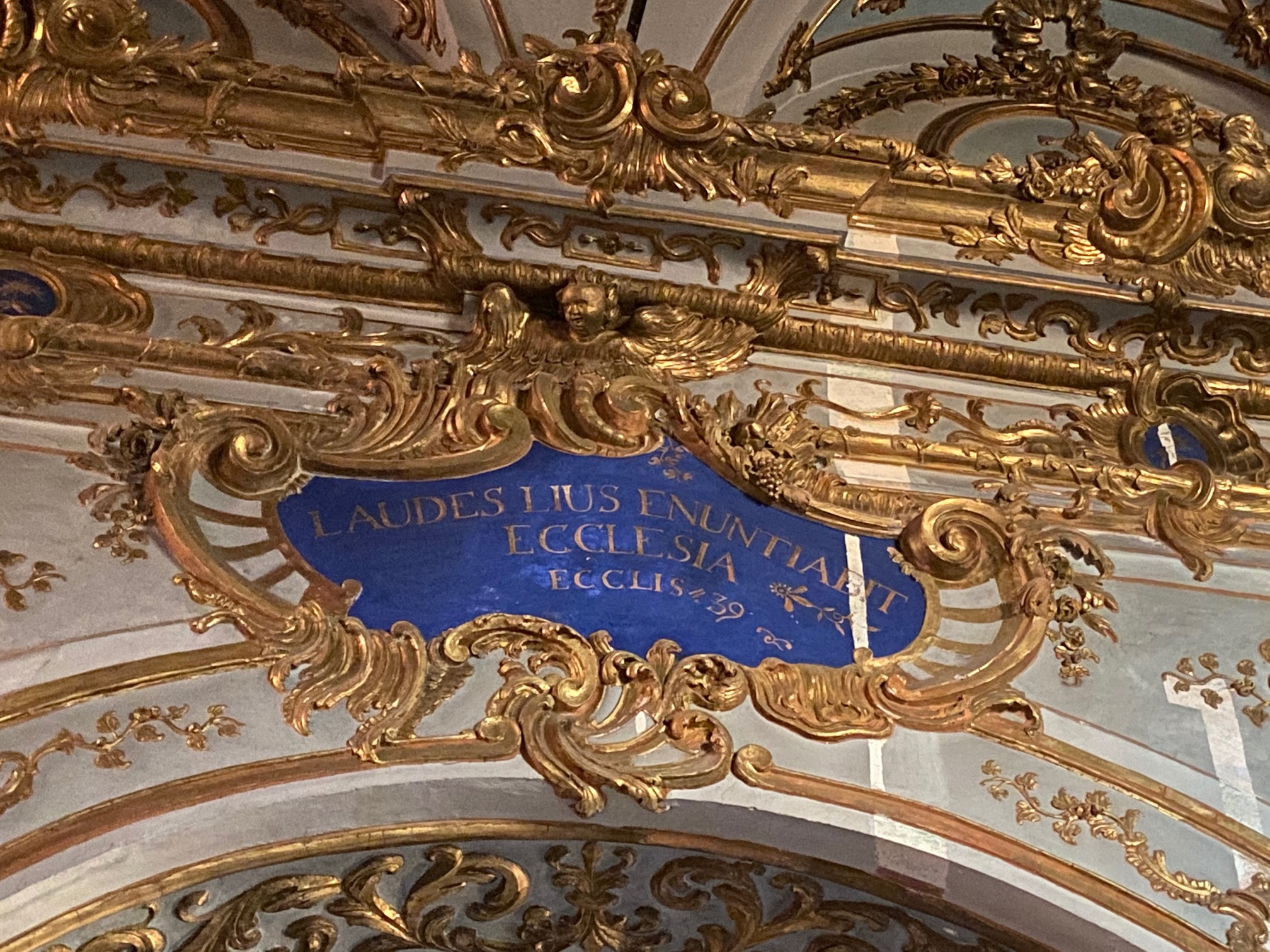
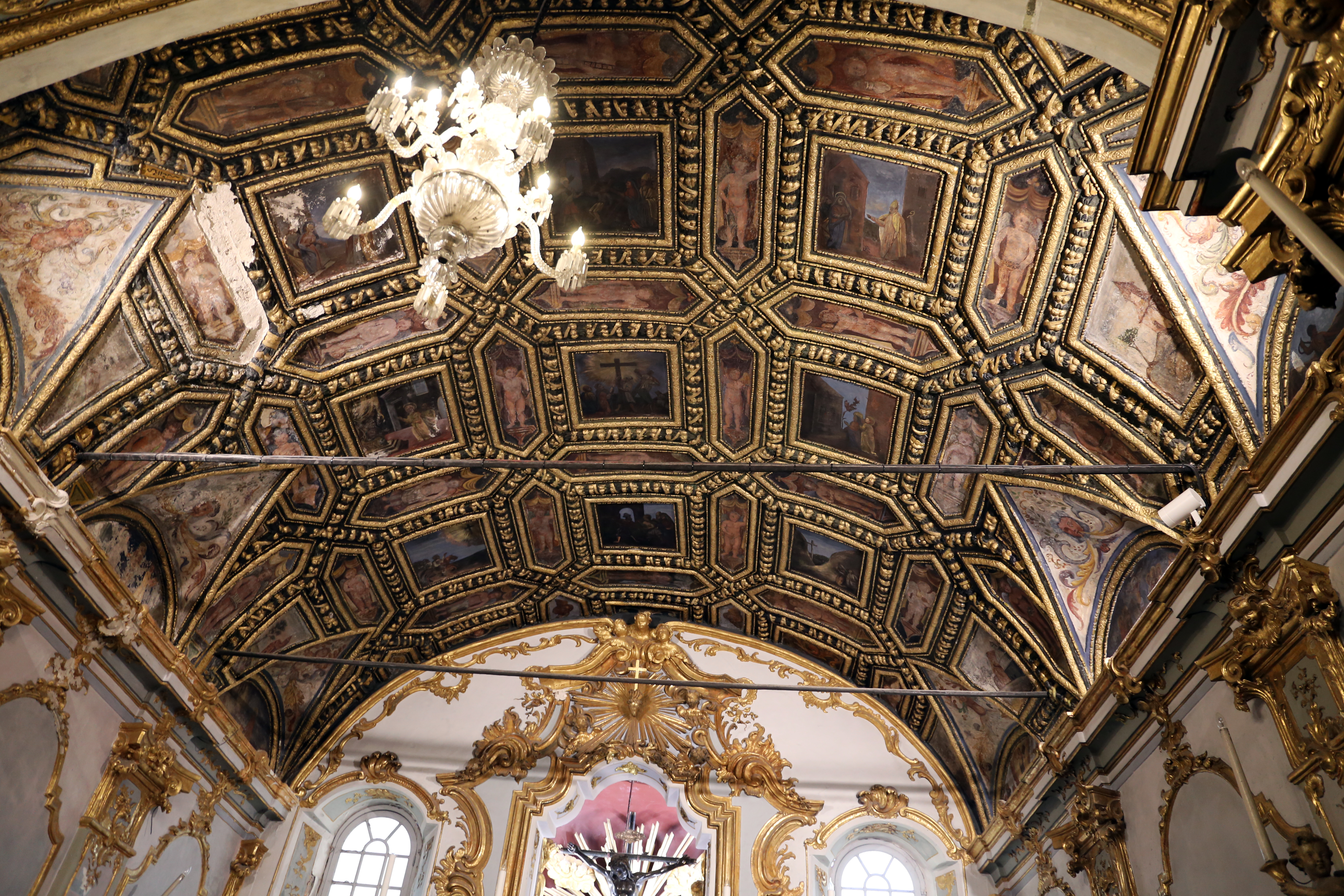

Les maîtres principaux furent : Tomaso Mencacci, Matteo Vacca et Antonio Firpo.
Le style "barocchetto" génois,correspond à l'esthétique du style Louis XV français, dit aussi style rocaille et au style rococo des pays germanophones.
Dans l'oratoire, l'ornementation foisonne : feuillages, guirlandes de fleurs, coquillages recouvrent les murs et la voûte.

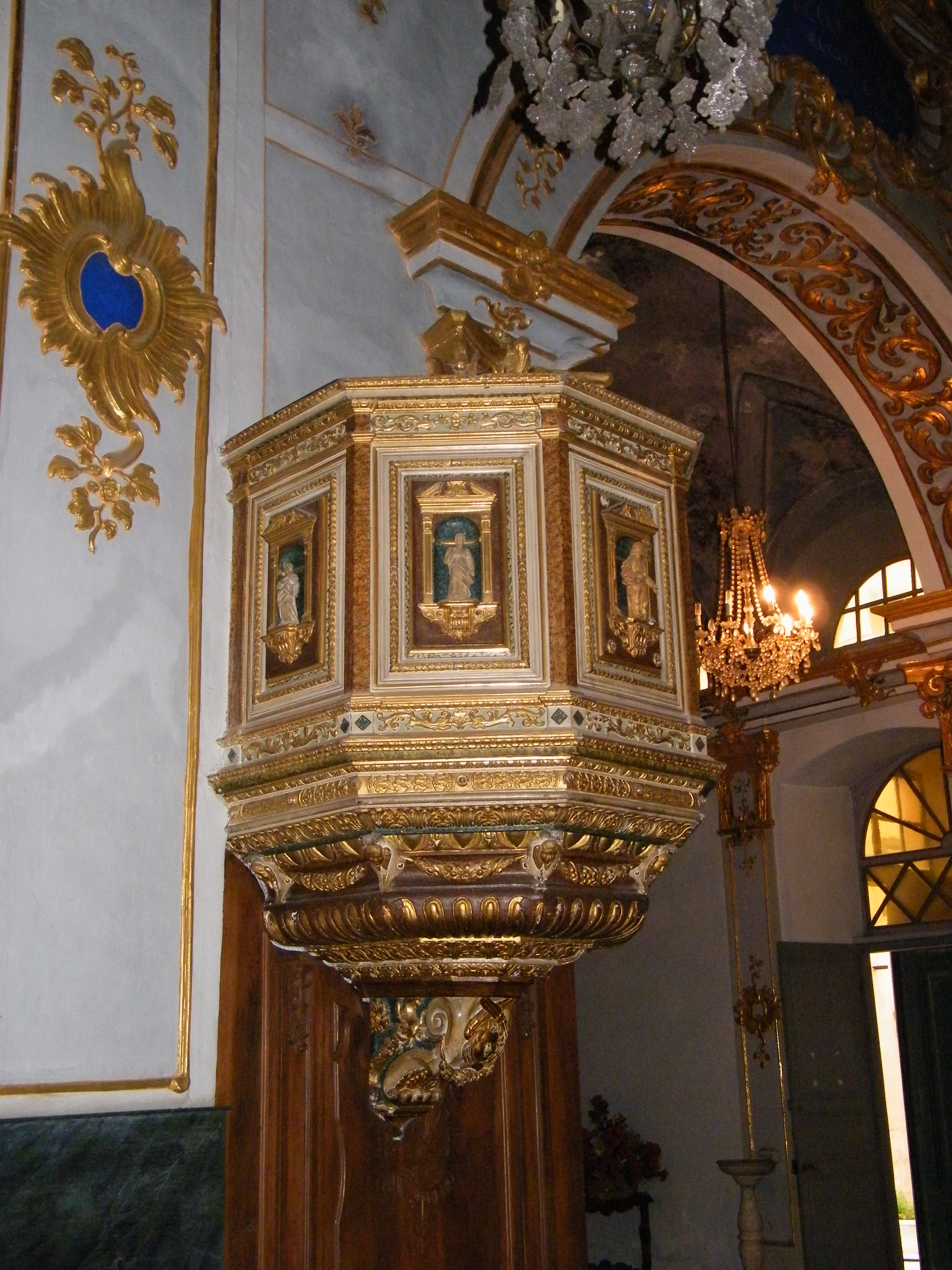
La chaire.

### Les marbres du maître-autel
Le maître-autel est entièrement refait au XVIIIe siècle dans le style baroque. On peut voir deux grands cartouches où on peut lire à gauche :
Sacrosanta / Lateranensis / Ecclesiae / Omnium Urbis / et Orbis / Ecclesiarum / Mater / et Caput
soit :
Sainte église du Latran, mère et tête de toutes les églises de ville (de Rome et du monde)
A droite :
Ecclesia fundata / et erecta in solo Sacrota / Lateran. Papalis ecclesiae / sub annuo censu / unius librae cerae / elaboratae / sub dominio / et lurisditione / Illmi et Revmi / Capli Latersis
soit :
Eglise fondée et érigée sur un sol appartenant à la sainte église papale du Latran, moyennant une contribution annuelle d'une livre de cire raffinée. Sous la domination et la juridiction de l'illustrissime et Révérendissime chapitre du Latran.
Les cartouches sont surmontés de tiares pontificales et des clefs de Saint-Pierre.

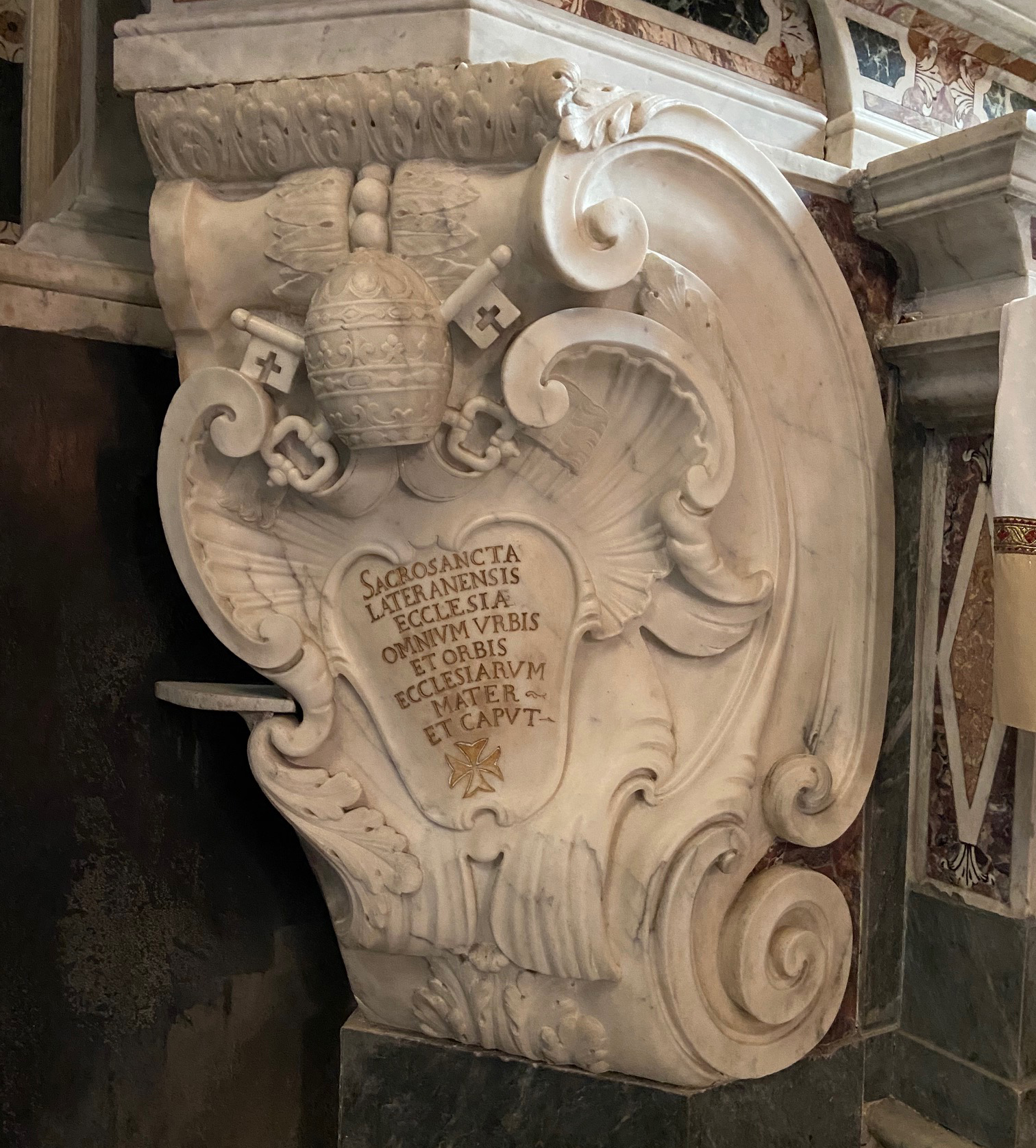

### Le tableau du maître-autel
Le tableau qui surmonte l'autel représente la scène de l'Annonciation. Il est l'œuvre du  peintre florentin Giovanni Bilivert (1585-1644), peint en 1633. 

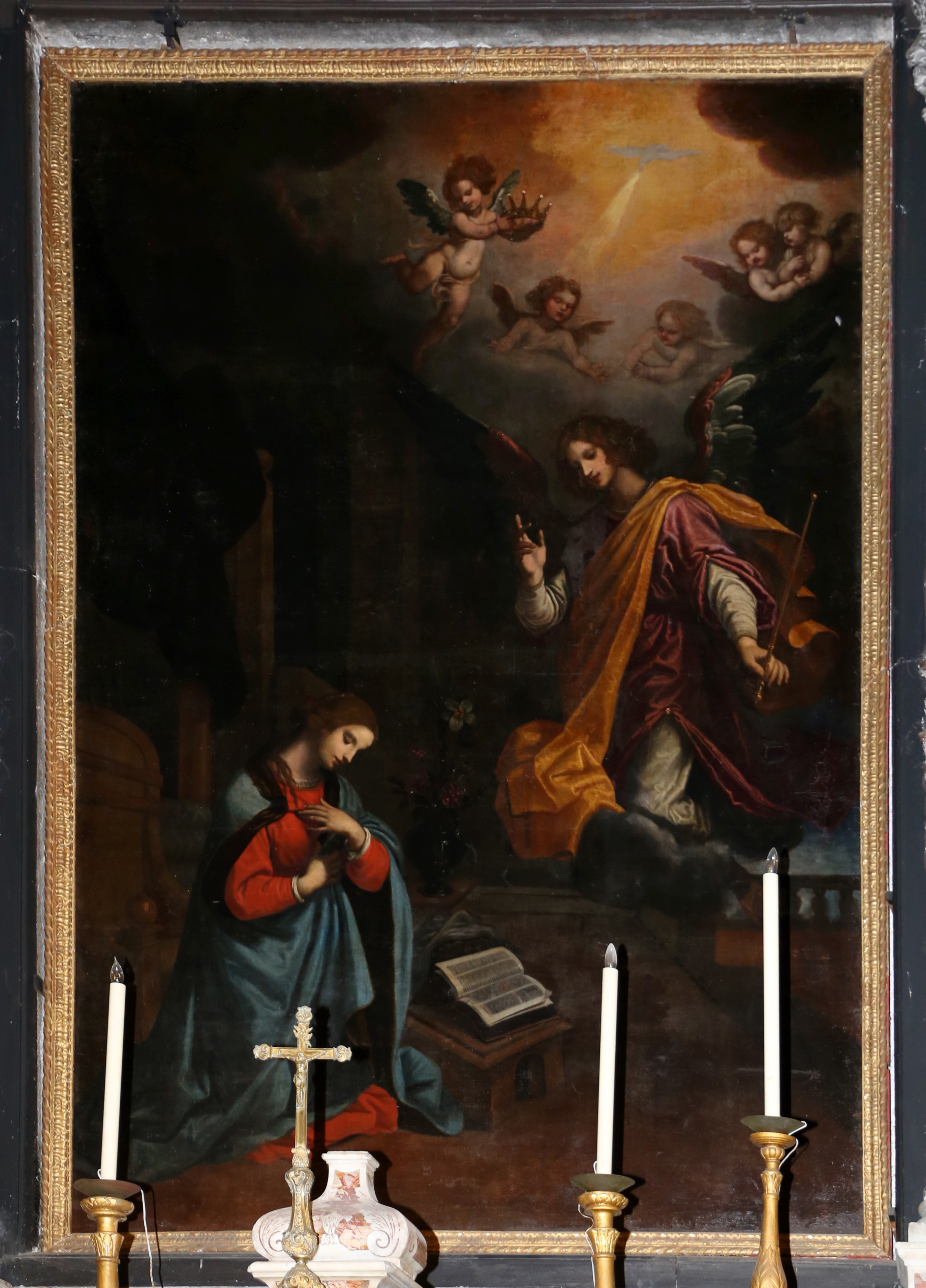
L'Annonciation, de Giovanni Bilivert.

### La peinture de la voûte
Au centre de la voûte, dans un médaillon on peut voir la scène de l'Annonciation datant de 1758. Son encadrement de stuc doré parait soutenu par quatre angelots. La peinture est l'œuvre du Bastiais Saverio Farinole. Il était membre de la confrérie Saint-Croix et en avait été prieur en 1748. 

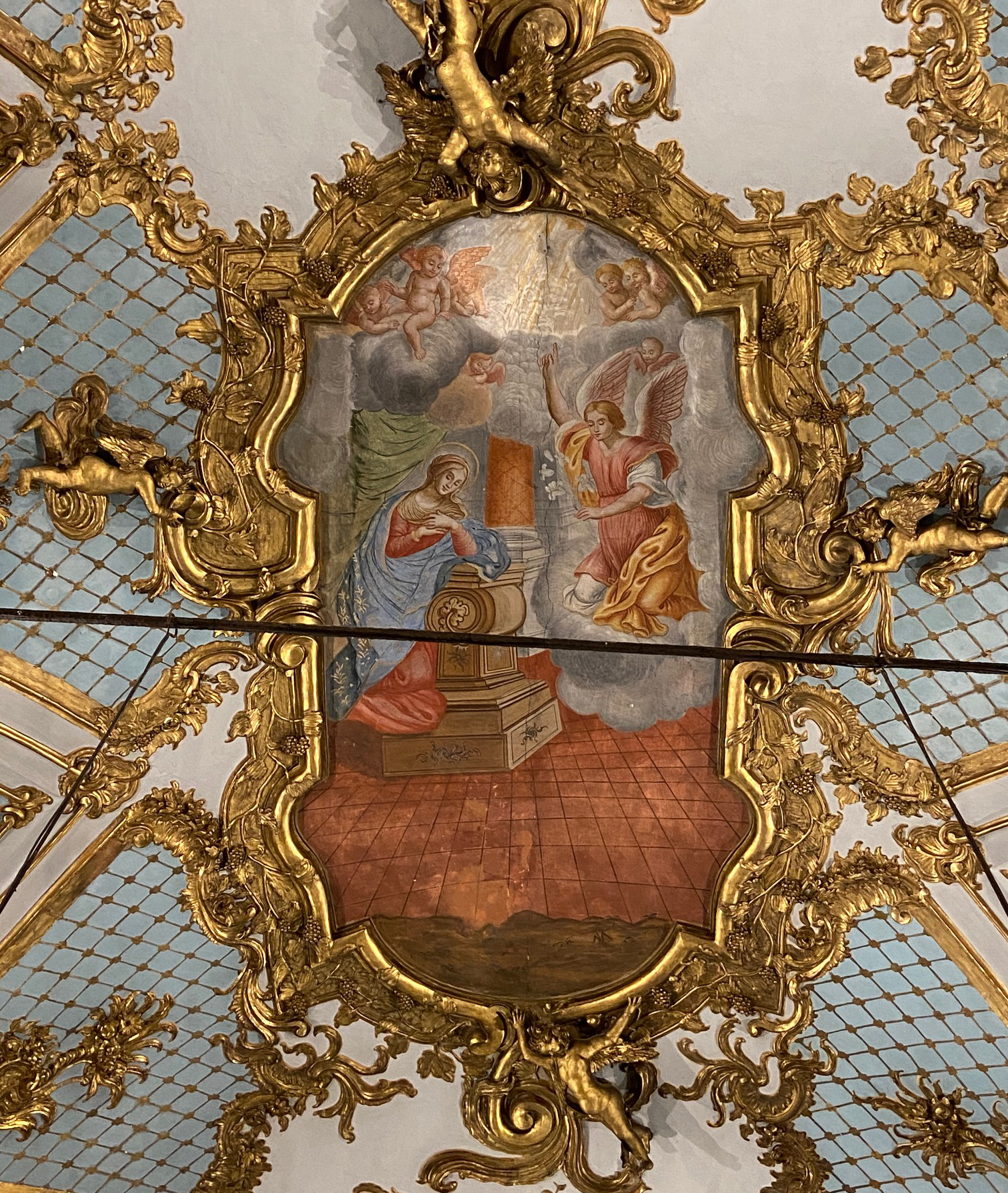
La peinture de la voûte, de Saverio Farinole.

### La chapelle du Crucifix des miracles
La chapelle du Christ Noir des Miracles est décorée d'un plafond à caissons d'époque Renaissance. Le Christ noir, en corse U Cristu Negru, dans la niche au-dessus de l'autel, a été trouvé en mer par deux pêcheurs d'anchois Camugli et Giuliani en 1428 selon la légende. Il est fêté chaque année le 3 mai à Bastia.

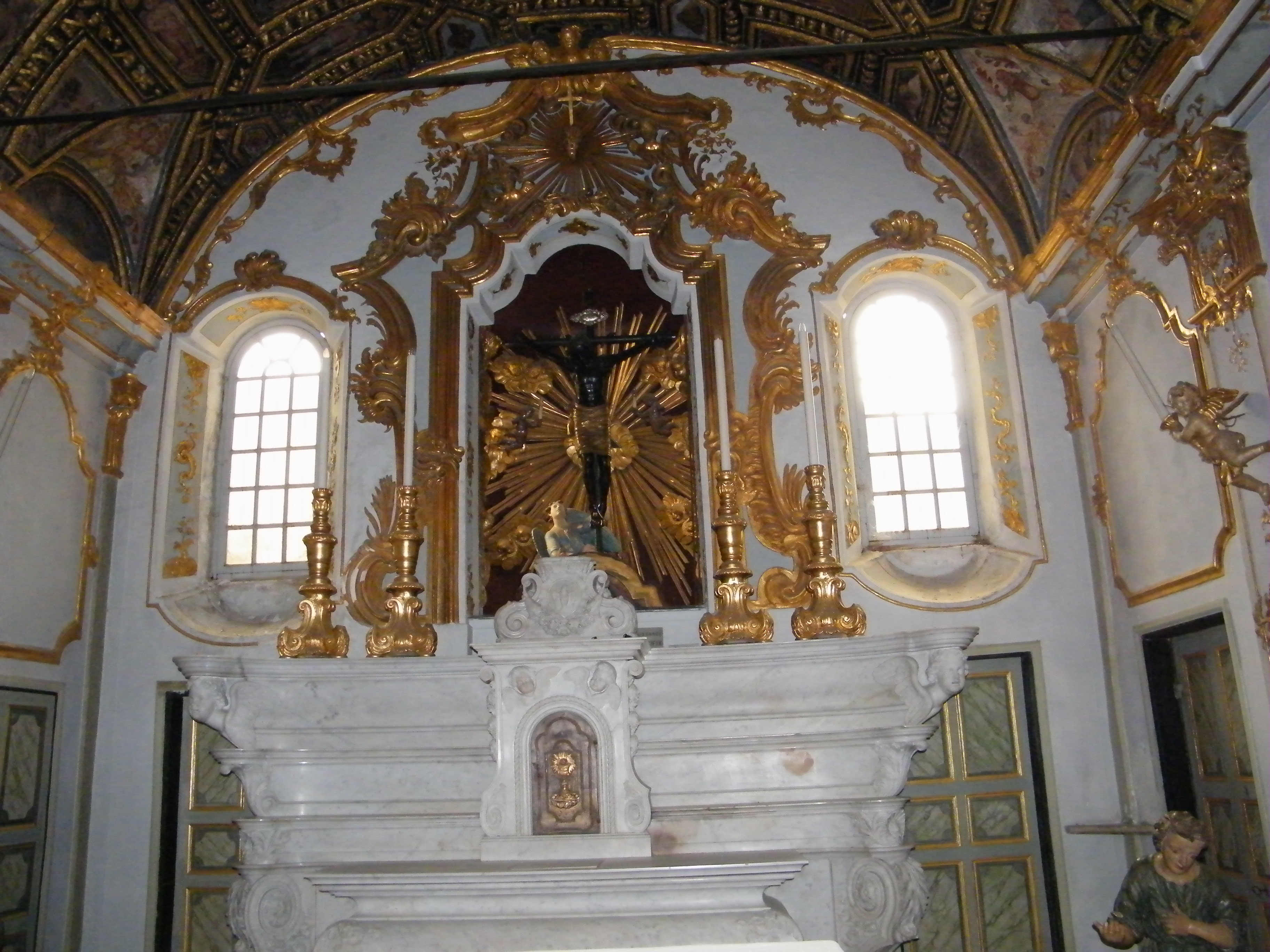
Le Très Saint Crucifix des Miracles, en corse U Cristu Negru.